# Remus Bucșa
Remus Bucșa a fost primar al municipiului Cluj în perioada 1968 - 1975.

## Distincții
- Ordinul „23 August” clasa a III-a (4 mai 1971) „cu prilejul aniversării a 50 de ani de la constituirea Partidului Comunist Român, [...] pentru merite deosebite în opera de construire a socialismului”[1]